# Юриарра
Юриарра (англ. Uriarra) — деревня на северо-востоке Австралийской столичной территории. С 1920-х по 1980-е годы являлась лесным поселением.
Лесной пожар в 2003 году уничтожил 16 домов. Большинство жителей вынуждены были переехать. С тех пор и до настоящего времени в деревне сохранилось 6 домов, в которых проживают 6 семей.
В 2007 году правительство Австралийской столичной территории приняло решение возродить поселение в качестве деревни. Началось строительство новых дорог и инфраструктуры. С 2008 года выставлены на продажу участки земли, однако ни одного нового здания не появилось. Строительство может осуществляться при условия соблюдения ряда ограничений. В частности, в деревню не подведена очищенная городская вода. Используется неочищенная вода из дамбы Бендора. Каждый дом должен иметь резервуар для дождевой воды, оборудование для очистки канализационных стоков и систему пожаротушения. В деревне имеется буферная зона для выпаса лошадей.
В километре к западу от деревни расположена ферма Юриарра. Юриаррский лес на юге был уничтожен пожаром 2003 года.